# مونتجوییک

مونتجوییک (کاتالان: Montjuïc تلفظ در کاتالان: [muɲʒuˈik] به‌معنای کوه یهود) یا مونتخوییک (اسپانیایی: Montjuic) نام تپه‌ای باستانی در شهر بارسلون، پایتخت منطقه خودمختار کاتالونیا در پادشاهی اسپانیا است. این تپه کم‌ارتفاع و عریض، زادگاه شهر بارسلون می‌باشد و به‌دلیل موقعیت راهبردی آن در میان دریای مدیترانه و رود یوبرگات، در طول تاریخ از اهمیت زیادی برخوردار بوده است. موزه ملی هنر کاتالونیا و چندین بوستان و باغ در این تپه قرار دارند. همچنین محل ورزشگاه المپیک کمپانی لوییس در تپه مونتجوییک است. مونتجوییک از طریق قطار کابلی و تله‌کابین قابل دسترسی است.